# Валя-Пекій
Валя-Пекій (рум. Valea Pechii) — село у повіті Арджеш в Румунії. Входить до складу комуни Скіту-Голешть.
Село розташоване на відстані 119 км на північний захід від Бухареста, 38 км на північ від Пітешть, 134 км на північний схід від Крайови, 69 км на південний захід від Брашова.

## Населення
За даними перепису населення 2002 року у селі проживали 628 осіб, усі — румуни. Усі жителі села рідною мовою назвали румунську.